# Hej, Hej, Baby
Hej, Hej, Baby ist ein tschechischsprachiger Schlager, der von Karel Gott gesungen wurde und in der deutschsprachigen Version Einmal um die ganze Welt die Top 10 der deutschen und die Top 20 österreichischen Charts erreichte. Besonders die deutsche Version zählt zu Gotts bekanntesten Liedern.

## Entstehung und Text
Das Lied wurde von Karel Svoboda gemeinsam mit Jiří Štaidl geschrieben und in der tschechischen Originalversion von Štaidl mit Michael Prostějovský produziert. Bei der deutschen Version produzierte Otto Demler. Der deutschsprachige Text, der von Fred Weyrich geschrieben wurde, handelt von der Sehnsucht, unbeschwert und mit ausreichend finanziellen Mitteln ausgestattet um die Welt reisen zu können. Die fehlende Reisefreiheit in der damaligen Tschechoslowakei und die Gott zeitweise vorgeworfene Nähe zum kommunistischen Regime, das diese dem Normalbürger nicht garantierte, Gott hingegen schon, bilden allerdings den zeitgeschichtlichen Rahmen zum Song. Der Refrain lautet: „Einmal um die ganze Welt / und die Taschen voller Geld / daß man keine Liebe und kein Glück versäumt. / Viele fremde Länder seh'n / auf dem Mond spazieren geh'n / davon hab' ich schon als kleiner Bub geträumt.“

## Veröffentlichung und Rezeption
Hej, Hej, Baby erschien 1970 bei Supraphon, die deutschsprachige Version im September 1970 bei Polydor. Der Song entwickelte sich schnell zum Hit und erreichte in Deutschland Platz zehn der Charts (14 Chartwochen), in Österreich Platz 17 (vier Wochen). Der Song, insbesondere die deutschsprachige Version ist auch auf diversen Kompilationen enthalten. 2009 nahm Gott eine Version des Titels mit Udo Lindenberg auf.
In der ZDF-Hitparade trat Gott mit dem Song 1970 nicht auf. Allerdings sang er ihn später in zwei Ausgaben der Super-Hitparade, Schlager, die man nicht vergißt am 18. November 1982 und Die Superhitparade aus dem ZDF Fernsehgarten 1969–1973 am 28. August 1994. Auch war er etwa am 6. Dezember 1970 bei Peter Alexander in der ZDF-/ORF-Sendung Peter Alexander präsentiert Spezialitäten zu Gast.
Die Berliner Zeitung schrieb, die Reiselust käme in dem Song „fast schon hippiesk verklärt“ daher: „Woodstock und die Mondlandung kamen hier gewissermaßen in einer großen Sehnsuchtserzählung zusammen.“

## Coverversionen
Coverversionen existieren unter anderem von Los Paraguayos (Mundo de paz), Die Jungen Tenöre und Christian Duss (Einisch um diä ganzi Wält).